# Donna Noble
Donna Noble è un personaggio della serie televisiva britannica Doctor Who, interpretato da Catherine Tate.

## Storia
Donna Noble appare per la prima volta nel finale della seconda stagione, per poi vivere un'avventura nello speciale natalizio La sposa perfetta, ma torna in veste di compagna di viaggio del Dottore, soltanto nella quarta stagione della serie televisiva, affiancando David Tennant.
Inizialmente non era previsto che Catherine Tate tornasse ad interpretare il ruolo di Donna Noble in una futura terza stagione, dato che era ormai previsto che la nuova compagna del Dottore fosse la studentessa di medicina Martha Jones. Tuttavia, l'attrice espresse interesse nel tornare a interpretare il personaggio, che fu presente nella quarta stagione della serie televisiva, nello speciale natalizio del 2009 La fine del tempo e nei tre speciali del 2023.
A differenza delle precedenti compagne innamorate del Dottore, Donna Noble si accontenterà di instaurare con quest'ultimo soltanto un rapporto di amicizia ed esprimerà più volte il desiderio di viaggiare con lui per sempre.

## Biografia del personaggio
Donna Noble è una segretaria precaria; vive a Londra con il nonno Wilfred Mott, a lei tanto caro, e con la madre Sylvia Noble, che da sempre la rimprovera per non essere riuscita a brillare nel corso della sua carriera scolastica, nonostante la sua intelligenza.

### Seconda stagione
Donna fa la sua prima breve comparsa nell'ultimo episodio della seconda stagione, il Dottore, appena separatosi da Rose Tyler, trova Donna con un abito da sposa nel suo TARDIS, e la londinese chiede al Signore del Tempo come sia finita lì.

### Speciale natalizio del 2007: La sposa perfetta
Durante il suo matrimonio, si trova misteriosamente teletrasportata nel TARDIS, qui pertanto conosce il Dottore, che non riesce a spiegare quanto accaduto. Si scoprirà che il fidanzato di Donna, Lance, è segretamente alleato con l'imperatrice Araknoide, l'ultima sopravvissuta di un'antica razza nemica dei Signori del Tempo, inoltre, Lance aveva somministrato alla fidanzata le particelle Huon, particelle antiche ormai estinte, per questo il TARDIS l'aveva attirata al suo interno, dato che le particelle risiedono pure nel cuore della macchina. Il Dottore e Donna sconfiggono gli Araknoidi mentre Lance muore, alla fine dell'episodio il Dottore propone a Donna di venire in viaggio con lui, ma lei rifiuta l'offerta vedendo quanto queste avventure sono pericolose, ma consiglia al Dottore di non rimanere solo.

### Quarta stagione
Nella quarta stagione, però, Donna risulta essere pentita dalla scelta fatta in passato, tant'è vero che decide di occuparsi di casi insoliti (come i cerchi nel grano) pur di ritrovare il Dottore e di viaggiare con lui. Indagando sulla multinazionale farmaceutica Adipose Industries, che produce misteriose pillole per dimagrire, Donna incontra finalmente il Dottore, che aiuta a fermare gli Adipose della signorina Foster, che minacciano la vita di milioni di persone, per ripopolare la razza dato che il loro pianeta è scomparso. Dopo ciò inizia a viaggiare con il Decimo Dottore, e si troverà nel secondo episodio della quarta stagione, a dover distruggere Pompei pur di salvare l'intera razza umana, dai Pirofili, il cui pianeta è scomparso come quello degli Adipos. Si troverà più volte a salvare la vita delle numerose creature che popolano l'universo, ragion per cui il Dottore la considererà geniale, nonostante Donna si senta una totale nullità per non essersi realizzata nella vita. Nell'episodio Frammenti di memoria, ambientato nel 51º secolo, Donna si ritroverà a vivere in una dimensione cibernetica, dove sembra essere sposata con uomo ed avere due figli in questa avventura incontreranno River Song, la quale farà capire a Donna (in maniera indiretta) che il suo viaggio con il Dottore non è destinato a durare per molto. Nell'undicesimo episodio Gira a sinistra, sul pianeta Shan Shen, una cartomante convince Donna ad esaminare il suo passato. Un grosso scarabeo si posiziona sulla sua schiena, Donna in un incrocio stradale dovrà decidere di svoltare a sinistra ripercorrendo la sua vita o di svoltare a destra creando una storia alternativa, in cui lei non conoscerà mai il Dottore, portando in serio pericolo il pianeta Terra, una volta morto il Dottore.
Dopo aver risolto il problema, grazie all'aiuto di Rose Tyler, Donna torna sul pianeta di Shan Shen, riferendo al Dottore che nell'universo si sta avvicinando l'oscurità, come le era stato detto da Rose. Il Dottore, pertanto, insieme a Donna, ritorna sulla Terra, ma questa sembra essere stata trasportata in un'altra parte dello spazio. I Dalek, infatti, capitanati da Davros, hanno requisito circa 25 pianeti tra cui anche la Terra, ma Donna fa notare al Dottore che probabilmente i pianeti rubati sono 27, contando pure quello dei Pirofili e degli Adipos. Tocca al Dottore, con la compagnia di Donna e dei suoi storici compagni di viaggio, salvare l'universo. Davros vuole usare i ventisette pianeti per creare una stringa ai neutrini col la quale distruggere sia l'universo che tutte le altre realtà parallele. Nell'ultimo episodio della stagione, il Dottore viene ferito da un Dalek, perciò è in procinto di rigenerarsi, ma blocca la rigenerazione trasferendola nella mano che porta con sé. Donna, però, toccando la mano genera un altro Dottore, ma questa volta umano, con il quale tenterà di salvare il pianeta. Giunta insieme al Dottore umano nell'astronave dei Dalek, Donna così come il Dottore umano, viene colpita da un fascio elettrico. Donna fondendosi con il Dottore generato da lei, acquisisce la sua mente e trovandosi ad avere le qualità intellettive di un Signore del Tempo, riporta i 27 pianeti nei loro rispettivi Sistemi Solari. Dopo aver salvato nuovamente l'universo, Donna torna sul TARDIS insieme al Dottore mentre il Dottore umano resta con Rose nell'universo parallelo. La mente umana di Donna, però, non può a lungo sopportare le capacità cerebrali di un Signore del Tempo, pertanto il Dottore si trova costretto a dover cancellare dalla mente di Donna tutti i suoi ricordi del TARDIS e di lui, pur di evitare che la sua mente possa esplodere, uccidendola. Il Dottore, in seguito, riporta a casa Donna, chiedendo alla madre e al nonno di far attenzione a non parlare di lui.

### Speciale natalizio del 2009: La fine del tempo
Il personaggio di Donna riappare nello speciale natalizio del 2009, dove il nonno aiuta il Dottore a combattere contro il Maestro.
Donna per un breve momento rischia di tornare a ricordare il Dottore, ma per fortuna riesce a svenire prima.
Il suo ultimo contatto con il Decimo Dottore risale al suo matrimonio con Shaun Temple, dove il Dottore le regala tramite Sylvia e Wilfred un biglietto della lotteria vincente. Compare anche in flashback negli episodi La ragazza che morì e La caduta del Dottore.

### Speciali natalizi del 2023
In The Star Beast Donna incontra il Quattordicesimo Dottore recentemente rigenerato, che ha il volto del Decimo Dottore. Donna e Shaun ora hanno una figlia transgender di nome Rose, che entra in contatto con il criminale intergalattico Beep il Meep. Il Dottore si ritrova a collaborare nuovamente con Donna, anche se tenta disperatamente di impedire alla sua vecchia amica di ricordarlo. Con tutta Londra in pericolo, il Dottore è costretto a ripristinare i ricordi di Donna per fermare il Meep. Tuttavia, Rose ha parzialmente ereditato la metacrisi da Donna, stabilizzandola abbastanza da sopravvivere alla restituzione dei suoi ricordi. Inoltre la metacrisi aveva continuato a influenzare inconsciamente Donna e Rose, portando Donna a donare la maggior parte delle sue vincita alla lotteria in beneficenza, così come Rose che scelse di chiamarsi come Rose Tyler e di realizzare bambole ispirate alle creature che sua madre aveva incontrato con il Dottore. Donna e Rose espellono in sicurezza la metacrisi e Donna accetta l'offerta del Dottore di un ultimo viaggio nel TARDIS per vedere Wilfred. Tuttavia, Donna versa accidentalmente il caffè sulla console del TARDIS, facendolo impazzire. In seguito al caos che ne segue, il TARDIS blocca il Dottore e Donna su un'astronave ai margini dell'universo in Wild Blue Yonder, dove vengono tormentati da due creature mutaforma che li impersonano. Tornano a Londra dove si riuniscono con Wilfred, che li informa che il mondo è nel caos. Donna accompagna il Dottore al quartier generale della UNIT in The Giggle, dove incontra il leader della UNIT Kate Lethbridge-Stewart e l'ex compagna del Dottore Melanie Bush. Affrontano il Giocattolaio, un vecchio avversario del Dottore, che lo costringe a bigenerarsi, creando la sua quindicesima incarnazione in coesistenza con la sua quattordicesima. Dopo che i due Dottori hanno sconfitto il Giocattolaio, Donna incoraggia il Quattordicesimo Dottore a rimanere sulla Terra con lei e la sua famiglia per riprendersi dal trauma della sua vita recente. Accetta e va a vivere con la famiglia Noble-Temple, riconoscendo in seguito a Donna che il tempo trascorso con loro è il più felice che abbia mai trascorso.